# André Koszul
Pour les articles homonymes, voir Koszul.
André Koszul, né le 19 novembre 1878 à Roubaix et mort le 11 septembre 1956 est un professeur de lettres angliciste et traducteur français.

## Biographie
Fils de Julien Koszul, directeur de l'école nationale de musique de Roubaix, il fait ses études secondaires au collège Notre-Dame-des-Victoires de cette ville et obtient son baccalauréat ès lettres en 1896. Il est boursier de licence à la faculté des lettres de Lille (1897-1899) où ses études supérieures d'anglais se déroulent sous la direction d'Auguste Angellier et de Jules Derocquigny. Il passe l'année universitaire 1898-1899 en Angleterre. Il obtient sa licence ès lettres en 1898 et trois ans plus tard est reçu premier à l'agrégation d'anglais en 1901 et consacre les neuf années suivantes à l'enseignement dans divers lycées en qualité de professeur agrégé d'anglais. Il consacre sa thèse de doctorat ès lettres à la Sorbonne, le 4 juin 1910 à la jeunesse de Percy Shelley, auteur sur laquelle il travaillera tout au long de sa carrière et dont il deviendra un spécialiste reconnu. Après avoir été suppléant de son ancien maître Auguste Angellier à la faculté de Lille, il est titularisé et enseigne la langue et la littérature anglaise dans cet établissement jusqu'en 1913. Le 28 juillet 1913, il nommé maître de conférences de langue et littérature anglaises à la faculté des lettres de Paris.
Lorsqu'éclate la première Guerre mondiale, il est mobilisé le 4 août 1914. Sergent d'infanterie il est fait prisonnier par les Allemands à Maubeuge le 7 septembre 1914 et rapatrié en France en juillet 1917 après 34 mois de captivité. Il travaille ensuite à la section anglaise du Bureau de la presse étrangère.
Il est professeur de langue et littérature anglaises à la faculté des lettres de Strasbourg du 22 novembre 1919 à décembre 1924. Il est ensuite chargé de mission et visiting professor à l'université Harvard de février à mai 1928 et en 1938. Pendant la Seconde Guerre mondiale, il échappe de justesse à la Gestapo lors de la rafle du 25 novembre 1943 sur l'université de Strasbourg repliée à Clermont-Ferrand. Grand créateur et animateur de l'institut d'anglais de l'université de Strasbourg, il sauve de nombreux ouvrages de la bibliothèque des visées allemandes.
André Koszul dirigea la collection "Shakespeare" (Dent, puis Les Belles Lettres), célèbres par leur petit format et leur couverture rouge, et auxquelles il publia plusieurs traductions de comédies de Shakespeare. Il dirigea également la collection "Théâtre anglais de la renaissance" (Les Belles Lettres).
André Koszul prend sa retraite le 1er octobre 1949. Il est enterré cimetière Saint-Louis, à Versailles .

## Travaux
- La Jeunesse de Shelley (thèse, 1910), prix Marcelin-Guérin de l’Académie française en 1911
- Traduction des œuvres de Shelley (à partir de 1912)
- Anthologie de la littérature anglaise (1912, puis 1916)
- Théâtre de la Renaissance anglaise (1931)
- Poèmes de Shelley (1943)
- Traduction de trois volumes de Shakespeare (aux Belles Lettres) : La Tragédie de Roméo et Juliette (1924) (prix Langlois de l’Académie française en 1925) ; Le Songe d’une nuit d’été (1938) ; La Comédie des erreurs (1949).
- Traduction de Fête chez le cordonnier (1955) de Dekker.
- Articles dans la Revue de synthèse historique, la Revue germanique, la Revue pédagogique, la Revue anglo-américaine.

## Sources
- Notice biographique sur le site : « Les Lettrés de la République »
- « Biographies des figures emblématiques de l'université : Koszul André, professeur de langue et littérature anglaises (1878-1956) »